# Ein Mann steht seine Frau
Ein Mann steht seine Frau ist eine deutsche Fernsehserie, deren Erstausstrahlung am 10. Januar 1997 auf dem TV-Sender Sat.1 erfolgte, der die Serie auch durchgehend produzierte. Regie führte Peter Weck, das Drehbuch stammte von Günter Knarr und Philipp Weinges. Die Serie bestand aus 9 Folgen (45 min.), denen ein Pilotfilm (90 min.) vorausging.

## Inhalt
Kristian Schilling, Produktmanager in der Software-Industrie, möchte sich beruflich verändern, findet aber in seinem Alter keine Anstellung mehr. Nachdem er beim Vorstellungsgespräch nach einer guten Chefsekretärin gefragt wird, verkleidet er sich kurzerhand selbst als Frau und wird Sekretärin bei der Firma Spiele König. Dazu leiht er sich den Namen seiner Schwester Christiane Maiwald. Firmenchef König merkt nichts. Als Christiane macht Kristian seinen Job ausgezeichnet und hilft der maroden Firma wieder auf die Sprünge. Kristians Ehefrau Susanne und die Kinder kommen erst spät hinter das Doppelleben und zeigen wenig Verständnis.

## Episoden
1. Ein Mann steht seine Frau (Pilotfilm)
2. Empfang beim König
3. So’n Zirkus
4. Sekretärin des Jahres
5. Hochzeitsglocken
6. Die Revolte der Frauen
7. Die Erbschaft
8. Edelgard
9. Risiken und Nebenwirkungen
10. Die Verwandlung

Den Pilotfilm und die ersten fünf Episoden strahlte Sat. 1 von Januar bis Februar 1997 aus. Die Erstausstrahlung der restlichen vier Episoden folgte erst im Juli bis September 2000, eingeleitet von drei alten Episoden.